# Condylanthus aucklandicus
Condylanthus aucklandicus är en havsanemonart som beskrevs av Oscar Henrik Carlgren 1924. Condylanthus aucklandicus ingår i släktet Condylanthus och familjen Condylanthidae. Inga underarter finns listade i Catalogue of Life.